# Shane Bitney Crone
Shane Bitney Crone (Kalispell, 19 de desembre de 1985) és un cineasta, escriptor i defensor estatunidenc dels drets LGBT.

## Primers anys
Crone va néixer a Kalispell (Montana). Es va mudar a Los Angeles després de graduar-se de l'institut.

## "It Could Happen to You"
Crone es va fer conegut el maig de 2012 quan va pujar un vídeo a YouTube titulat "It Could Happen to You", on parla de la devastació personal que va haver d'enfrontar després de la mort inesperada un any abans del seu xicot, Tom Bridegroom (Knox, Indiana, 22 d'abril de 1982 - Los Angeles, 7 de maig de 2011). Bridegroom era un actor i compositor que va participar de la sèrie de televisió The X Effect. Encara que la família de Crone acceptava la seva orientació sexual, la família de Tom no ho feia, i la situació havia anat prou lluny com per atacar-lo amb violència física i culpar Crone de "fer gai" a Tom. Després que Bridegroom accidentalment caigués mentre fotografiava la seva amiga Alexandra Grossi en el sostre de l'edifici del barri Silver Lake-Los Feliz de Los Angeles, Crone va ser amenaçat de ser atacat amb violència si assistia al funeral del difunt i no va ser esmentat en la necrològica ni en el servei commemoratiu. Crone tampoc va poder obtenir informació sobre la seva mort a l'hospital on havia mort Tom i on se li van negar altres drets perquè segons la llei només eren companys de pis i no parella, cosa que tampoc era reconeguda per la família del difunt.
Crone va caure en un profund pou depressiu però després de la popularitat del vídeo va descarregar la seva emoció en la lluita pels drets per a parelles del mateix sexe. Crone es va mostrar aclaparat i gratificat per la recepció del vídeo i va esmentar a Radaronline.com que el vídeo va ser com una forma de teràpia per ajudar-lo a suportar la seva pèrdua i a produir un canvi positiu per a la seva vida i la de molts altres dels Estats Units.

## Bridegroom
Bridegroom és un documental basat en la història de Crone i la seva relació amb Tom Bridegroom i de les dificultats que va haver d'afrontar després de la mort de la seva parella, premiada el 23 d'abril de 2013, en el Festival de Cinema de Tribeca. Bridegroom va rebre la aprovació de l'expresident Bill Clinton, que va presentar el documental en el festival de cinema. En els seus comentaris, Clinton va declarar: “Aquesta és realment, en cert punt, una història meravellosa, trista, esquinçadora i així i tot estimulant que afirma vida... I en un altre punt, una història sobre la lluita per fer que la nostra nació faci pas més a formar una unió més perfecta, pels quals el matrimoni és alhora el símbol i essència". Bridegroom va guanyar el premi del públic de no-ficció en el Festival de Cinema Tribeca.
Bridegroom ha estat positivament criticat per Los Angeles Times, The New York Times i Variety. "El documental Bridegroom, escrit i dirigit per Linda Bloodworth-Thomason (famosa per Designing Women), és una història commovedora, potent sobre el primer amor i la inoportuna mort així com un pràctic, francament innegable descàrrec per a la igualtat de drets en el matrimoni… Malgrat el dolor, la tristesa i gran agitació emocional representada aquí, Bridegroom és també una pel·lícula feta amb esperança i passió, dignitat i orgull, i moltes donacions feta amb alegria".
Un altre crític va escriure: "Inspirat en un vídeo viral de YouTube i que hàbilment va dirigir Linda Bloodworth-Thomason (Designing Wome), Bridegroom tracta una parella gai que ronden els 20 anys, que no s'ha pogut casar i del que succeeix quan un d'ells mor. És el resum senzill i excepcionalment commovedor. Bridegroom no és solament sobre els drets de parelles homosexuals; és sobre l'esperit humà".

## Vida personal
El 15 de febrer de 2016 Crone va anunciar que tenia una relació amb el finalista d'American Idol Rayvon Owen. També va interpretar el paper romàntic del videoclip d'Owen "Can't Fight It".